# Fulica armillata
La folaga armillata (Fulica armillata Vieillot, 1817) è un uccello gruiforme della famiglia dei Rallidi originario dell'America meridionale.

## Descrizione

### Dimensioni
Misura circa 51 cm di lunghezza.

### Aspetto
La folaga armillata è una folaga sudamericana piuttosto grande rispetto alle altre folaghe della regione, ad eccezione della folaga gigante e della folaga cornuta, che la superano per dimensioni. Non presenta dimorfismo sessuale. La testa e il collo sono neri. L'aspetto del becco e della placca frontale giallo paglierino, di un giallo spesso più marcato sul becco con un motivo marrone tra i due, è un carattere diagnostico per distinguere la specie. La placca ha la forma di una foglia ovale, che si restringe in un «picciolo» a contatto con il becco e termina a punta sulla fronte. La testa, in questo punto, appare spesso «spigolosa» se vista di profilo. Gli occhi sono rossi, talvolta gialli. Il corpo color grigio antracite è un po' più chiaro sulla regione inferiore. Il bordo esterno bianco delle primarie è visibile solo in volo. Non vi è invece nessuna zona bianca sulle secondarie, contrariamente a quanto si osserva nelle folaga alibianche, nella folaga delle Ande e nella folaga americana. La regione sottocaudale è contrassegnata di bianco. La base delle zampe è di colore rosso vivo. È proprio a questa sorta di «giarrettiera», che ricorda gli antichi braccialetti ornamentali dell'antica Roma (le armille), che la specie deve il nome. Il tallone è grigiastro e il tarso giallo-arancio. Le dita giallo-verdastre presentano dei lobi natatori notevolmente sviluppati.

### Voce
Il richiamo di allarme del maschio somiglia a un whit breve o a un chuck rapido e sonoro. Un wurt't'wurt't'wurt't'wurt'the più lento, dolce e nasale viene emesso in caso di aggressione. Il richiamo di allarme della femmina somiglia piuttosto a un yec. Essa emette anche dei terr forti e ripetuti.

## Biologia

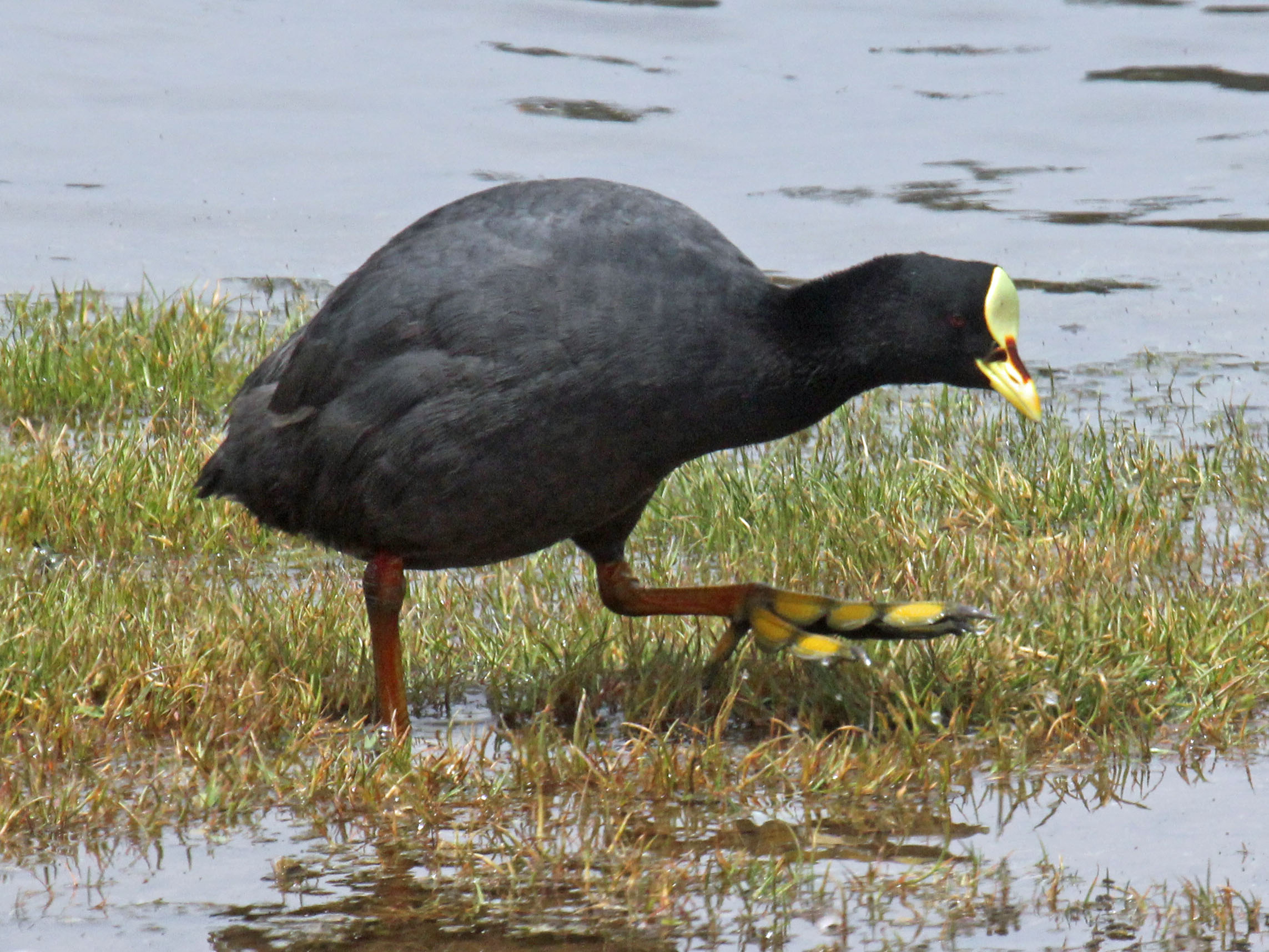

Tranne che nel periodo riproduttivo, la folaga armillata è una specie gregaria. Può radunarsi in stormi anche piuttosto numerosi, spesso in compagnia di altre specie (altre folaghe, anatre, ecc.). È un uccello abbastanza fiducioso. Ottima nuotatrice e buona subacquea, grazie alle dita provviste di grandi lobi, cammina e vola poco. Per alzarsi in volo, deve correre sull'acqua sbattendo le ali. In caso di pericolo si nasconde nella vegetazione acquatica o nuota verso le zone di acque aperte lontane dalla riva. Gli spostamenti sulle grandi distanze (migrazioni, spostamenti da uno specchio d'acqua all'altro) avvengono soprattutto di notte.

### Alimentazione
La folaga armillata ha una dieta essenzialmente vegetariana (graminacee, alghe, piante acquatiche), ma consuma anche insetti, chiocciole e altri piccoli animali se ne ha l'occasione. Si nutre principalmente immergendosi per raggiungere la vegetazione acquatica e talvolta pascolando lungo le rive.

### Riproduzione
La riproduzione ha luogo durante la primavera australe, tra settembre e novembre a seconda delle regioni. La specie è monogama e molto territoriale durante la nidificazione. La coppia costruisce, con canne e altri vegetali, un grande nido munito di una rampa di accesso. Il nido può anche essere galleggiante. La covata comprende da 2 a 8 uova. I pulcini sono precoci e hanno un aspetto grottesco: ricoperti di piumino nero, hanno la testa rossa e blu parzialmente glabra, il becco nero e arancio e del piumino arancio a livello del collo. Vengono nutriti da entrambi i genitori, ma possono essere in grado di immergersi poco dopo la schiusa.

## Distribuzione e habitat
La folaga armillata è essenzialmente un uccello di bassa quota, che frequenta tuttavia gli aridi altopiani della Patagonia centrale fino a 1200 m, i laghi delle Ande fino a 1000 m e può spingersi fino a 2500 m di altitudine, in casi eccezionali anche a 4000 m. Vive nelle zone umide ricche di vegetazione nelle acque che circondano le sponde, con una zona di acqua libera al centro: paludi, stagni e laghi d'acqua dolce, corsi d'acqua tranquilli. La troviamo più raramente negli specchi di acque salmastre. In inverno è possibile trovarla in grandi gruppi sulla costa, nelle baie riparate.
L'areale della specie copre la punta meridionale dell'America latina, dalla Terra del Fuoco fino a nord di Santiago del Cile sul versante pacifico e alla regione di San Paolo, in Brasile, su quello atlantico. La folaga armillata è presente nella maggior parte del territorio argentino, ad eccezione di alcune regioni dell'estremità settentrionale del Paese, e dell'Uruguay. Al contrario, in Brasile occupa solo una zona vicina all'oceano. La specie è considerata occasionale nelle isole Falkland e rara in Paraguay.

## Conservazione
La folaga armillata è comune in Argentina ed è la folaga più comune nelle regioni centrali e meridionali del Cile. La specie non è minacciata a livello globale. Tuttavia, i pochi dati disponibili non consentono di comprendere l'andamento della popolazione.